# Imperio Tuʻi Tonga
El Imperio Tu'i Tonga fue un poderoso imperio en Oceanía. Estuvo centrado en Tonga, en la isla de Tongatapu y tuvo su capital en Mu'a. En su momento de mayor esplendor, el imperio se extendió desde Niuē a Tikopia, y tuvo una esfera de influencia más extensa.
El imperio comenzó su formación hacia el 950, después del declive de Tu'i Manu'a, en Samoa, y Tu'i Pulotu, en Fiyi. Debió ser contemporáneo del Imperio de Micronesia, con base en Yap.

## Historia
Inicialmente Tonga estuvo bajo la importante influencia de Tu'i Pulotu (Fiyi) y, especialmente, de Tu'i Manu'a (islas Manu'a en Samoa), quien controló grandes porciones de Tonga.

### Comienzos del Imperio
Tras varias guerras sangrientas, Tonga logró librarse del dominio extranjero. Así se formó una dinastía bajo el título de Tu'i Tonga. El primer Tu'i Tonga fue 'Aho'eitu (c. 950 d. C.), cuya madre era descendiente de una importante familia samoana. Su padre, Tangaloa 'Eitumātupu'a, fue un alto sacerdote samoano, que la mitología de Tonga y Samoa acabó considerando un dios. Por ello, la dinastía asumió roles tanto seculares como religiosos (pueden establecerse ciertas similitudes con el rol que asumieron los faraones egipcios). La presencia de santuarios dedicados a deidades como Tagaloa 'Eitumatupu'a, Tonga Fusifonua y Tavatavaimanuka, en las islas Manu'a de Samoa hizo que estas fueron consideradas lugares sagrados por los reyes de Tonga primero y Samoa después.
La primera capital del imperio de Tu'i Tonga fue Toloa, pero luego fue trasladada a Heketa, bajo el noveno Tu'i Tonga. 'Aho'eitu inició la expansión del imperio Tu'i Tonga fuera de Tonga.

### Expansión (1200-1500)
En el siglo XII el Imperio de Tonga alcanzaba su máximo apogeo con la figura del Tu'i Tonga Momo, teniendo bajo su dominio territorios de Wallis y Futuna, Tokelau, Tuvalu, Rotuma, Nauru, Fiyi, Islas Marquesas, Samoa, Islas Cook, Niue y algunas partes de las Islas Salomón, Kiribati. Este territorio era gobernado desde el actual distrito administrativo de Lapaha, en la isla de Tongatapu. Los tributos o Inasi para los Tu'i Tonga se exigían de todas las jefaturas tributarias del imperio anualmente en Mu'a después de la temporada de cosecha. Este tributo reconocía el papel de los monarcas como seres divinos.
En su momento cumbre, el imperio dominó tres millones de kilómetros cuadrados de océano, y muchas áreas indirectamente bajo su control fueron forzadas a pagar tributo. La capital fue nuevamente trasladada, por el hijo de Tuʻi-tā-tui, a la capital más próspera en la historia del imperio, Mu'a. Para gobernar un territorio tan extenso, los Tu'i Tongas desplazaron su trono a la laguna de Lapaha en Tongatapu. La influencia del Tu'i Tonga fue reconocida en muchas partes del Pacífico, y muchos archipiélagos cercanos participaron ampliamente en el comercio de recursos y el intercambio de ideas.
Ejército naval imperial
El éxito militar del imperio se debió principalmente a su ejército naval. Los navíos más comunes eran canoas de largo alcance que usualmente poseían velas cuadradas. Las naves más grandes podían llevar hasta 100 hombres; las más notables fueron Tongafuesia, 'Âkiheuho, Lomipeau y Taka'ipômana. El numeroso ejército naval permitió que Tonga amasara una gran fortuna, gracias a las grandes cantidades de intercambios y tributos que fluían al Tesoro Real.

### La caída de Tu'i Tonga y dos nuevas dinastías
El declive de Tu'i Tonga fue causado por las numerosas guerras y por presiones internas. En respuesta, se crearon los falefā como consejeros políticos del imperio. Inicialmente, los falefā tuvieron éxito en mantener la dinastía, pero las presiones persistieron, y fueron seguidas por el asesinato de varios gobernantes. Los más famosos fueron Havea I (décimo noveno Tu'i Tonga), Havea II (vigésimo segundo Tu'i Tonga) y Takalau (vigésimo tercer Tu'i Tonga), los cuales destacaron por su tiranía.
El asesinato de Takalau en 1470 llevó a la reestructuración del imperio. Los Tu'i Tonga fueron reducidos al rol religioso, mientras se formó una nueva dinastía, Tu'i Ha'a Takalaua, para propósitos seculares. El primer mandatario bajo el título de Mo'ungâmotu'a fue el hijo mayor de Takalau y hermano más joven de Kau'ulufonua I, quien se convirtió en el vigésimo cuarto sucesor del título Tu'i Tonga. Este sistema tuvo éxito durante más de 100 años, pero al igual que los Tu'i Tonga, la nueva dinastía sucumbió a las crecientes presiones internas y externas, que condujeron a la creación de la tercera línea dinástica, los Tu'i Kanokupolu. Durante este y los siguientes períodos, el imperio vino a ser más centralizado, perdiendo la mayor parte de su influencia en el proceso.
En 1600, la familia Malietoa expulsó al imperio de Samoa. A partir de ese entonces Samoa sería políticamente independiente de Tonga.

### Surgimiento de Tu'i Kanokupolu
El establecimiento de la dinastía se produjo alrededor de 1610, bajo Ngata, hijo del sexto Tu'i Ha'atakalaua. Esta nueva dinastía no reemplazó ninguna de las anteriores, sino que compitió con la Tu'i Ha'atakalaua por el control secular. Tu'i Kanokupolu estaba altamente influenciado por la política samoana porque la madre de su gobernante era hija de 'Ama, un alto jefe samoano de Safata. Esto tuvo como consecuencia un sistema más fluido y fragmentado, lo que marcó el comienzo de la democratización.

### Guerra civil y la Constitución de 1875
En 1799, fue asesinado el décimo cuarto Tu'i Kanokupolu, Tuku'aho, lo que llevó a Tonga a una guerra civil. Taufa'âhau, el décimo noveno Tu'i Kanokupolu sacó ventaja de esto en 1845, ganando el apoyo de los comunes, con la introducción de Leyes Codificadas. La primera fue el Código Vava'u de 1839. Por esa razón, también tuvo el apoyo de los misioneros. Igualmente, utilizó el establecimiento de dichas leyes para reducir el poder religioso de los Tu'i Tonga y reducir la autoridad de los poderosos jefes Kanokupolu. De esta forma, unificó el reino y, en 1875, estableció una constitución con la cual se aseguró el control del país.

## Cultura
La capital del imperio, Mu'a, fue fundada antes de 500 a. C., aunque se desconoce la fecha exacta. 
Poco se sabe de la cultura de Tonga, pero aparentemente contó con un sofisticado sistema de carreteras y canales. También construyeron grandes pirámides y otros objetos de piedra de gran tamaño. Debido a las inundaciones y los crecientes niveles del agua, la capital fue más tarde trasladada a la nueva localidad de Nukualofa. Algunos de los monumentos más famosos incluyen Ha'amonga 'A Maui, que fue creado bajo Tu'itatui en el siglo XIII. Los reyes y reinas de Tonga fueron sepultados en Langi, bajo grandes montículos de piedra.